# 王祿兆
王祿兆（1530年—1603年），字惟功，號敏斋，山東萊州府即墨縣人，軍籍，明朝政治人物。同進士出身。

## 生平
隆慶四年（1570年）庚午科山東鄉試三十名，五十七歲登萬曆十四年（1586年）丙戌科會試二百七十八名，登三甲第一百九十五名進士。丁母憂歸。六十歲謁選，授工部虞衡司主事，管節慎庫。改屯田司主事，二十一年四月升户部郎中，二十二年二月升雲南澂江府知府。萬曆二十六年（1598年）八月，陞雲南按察司副使、備兵臨沅。不久致仕，家居五載，年七十四卒。

## 家族
曾祖王惠；祖父王經；父王光遠。母韓氏。